# Sarcodexia servilis
Sarcodexia servilis är en tvåvingeart som först beskrevs av Aldrich 1916.  Sarcodexia servilis ingår i släktet Sarcodexia och familjen köttflugor. Inga underarter finns listade i Catalogue of Life.